# Звончица и тајна крила
Звончица и тајна крила (енгл. Tinker Bell and the Secret of the Wings) је амерички компјутерски урађен анимирани филм продукције DisneyToon Studios из 2012. године. Представља четврти филм франшизе Дизни виле.
Српска синхронизација приказивана је од 20. децембра 2012. године у биоскопима. Дистрибуцију филма радио је Тарамаунт филм.

## Прича
За Звончицу и остале виле из топлих годишњих доба, Зимска шума представља мистериозно и забрањено место. Топле виле не смеју да прелазе у свет зимских вила и обратно јер ће тако ризиковати да униште крила. Међутим, пошто не може да исконтролише своју радозналост, Звончица ће кришом прећи границу и ући у зиму где ће се нешто невероватно десити – њена крила ће почети да светлуцају и сијају. Она ће заштитити крила топлим огртачем и ући ће дубље у мистериозну Зимску шуму где ће упознати Зимзеленку, ледену вилу чија ће крила такође почети да светлуцају кад јој се Звонце приближи. Уз помоћ Чуварка, ексцентричног али мудрог вилењака, Звончица и Зимзеленка ће открити зашто деле ову необичну и величанствену повезаност – оне су рођене из истог бебиног смеха, али их је ветар одувао на различите стране. Њихова идентична крила могу да значе само једно – оне су сестре.
Кад се коначно поново сретну, невероватно пријатељство ће процветати и њих две ће постати нераздвојне. Међутим, упркос упозорењима, Звончица и Зимзеленка су одлучне у томе да остану заједно. Зимка ће показати Звонцету њен зимски свет и упознаће је са својим другарицама, зимским вилама; док ће Звонце направити покретну машину која прави снег и тако ће омогућити Зимки да је посети у топлој Долини вила.
Међутим, њих две неће моћи да надмудре природу. Та машина за прављење снега довешће у опасност топле крајеве Долине вила, а ужасна хладноћа претиће да уништи дрво с Вилинским Прахом. Сестре ће морати да уједине топле и зимске виле – у трци с временом.